# Девід Гопкін
Девід Гопкін (англ. David Hopkin, нар. 21 серпня 1970, Грінок) — шотландський футболіст, що грав на позиції півзахисника, зокрема, за «Челсі», «Лідс Юнайтед», а також національну збірну Шотландії. По завершенні ігрової кар'єри — тренер.

## Клубна кар'єра
У дорослому футболі дебютував 1989 року виступами за команду «Грінок Мортон», в якій провів три сезони, взявши участь у 48 матчах чемпіонату.
Своєю грою за цю команду привернув увагу представників тренерського штабу клубу «Челсі», до складу якого приєднався 1992 року. Відіграв за лондонський клуб наступні три сезони своєї ігрової кар'єри.
Згодом протягом двох сезонів грав за друголіговий «Крістал Пелес», звідки перебрався до «Лідс Юнайтед». У складі останньої команди, що на той час була серед лідерів англійської першості, провів три роки.
Пізніше по сезону провів у лавах «Бредфорд Сіті» та «Крістал Пелес», а завершував ігрову кар'єру у рідному «Грінок Мортон», до якого повернувся 2002 року і де за свій заключний сезон провів лише декілька ігор.

## Виступи за збірну
1997 року дебютував в офіційних матчах у складі національної збірної Шотландії.
Загалом протягом трирічної кар'єри в національній команді провів у її формі 7 матчів, забивши 2 голи.

## Кар'єра тренера
Завершивши кар'єру гравця 2003 року, залшився у структурі клубу «Грінок Мортон» як помічник головного тренера. Згодом у першій половині 2010-х років працював з молодіжною командою цього клубу, а протягом частини 2013 року виконував обов'язки очільника тренерського штабу головної команди.
Протягом 2015–2018 років був головним тренером «Лівінгстона», згодом працював із англійський «Бредфорд Сіті», рідним «Грінок Мортон», а також очолював тренерьский штаб «Ейр Юнайтед» 2021 року.
| Дата       | Місто      | Господарі            | Результат | Гості                | Турнір            | Голи | Примітки |
| ---------- | ---------- | -------------------- | --------- | -------------------- | ----------------- | ---- | -------- |
| 1-6-1997   | Та-Калі    | Мальта               | 2 – 3     | Шотландія            | товариський матч  | -    | 56'      |
| 8-6-1997   | Мінськ     | Білорусь             | 0 – 1     | Шотландія            | Відбір до ЧС 1998 | -    | 11' 68'  |
| 7-9-1997   | Абердин    | Шотландія            | 4 – 1     | Білорусь             | Відбір до ЧС 1998 | 2    | 50'      |
| 12-11-1997 | Сент-Етьєн | Франція              | 2 – 1     | Шотландія            | товариський матч  | -    | 89'      |
| 31-3-1999  | Глазго     | Шотландія            | 1 – 2     | Чехія                | Відбір до ЧЄ 2000 | -    | 51'      |
| 4-9-1999   | Сараєво    | Боснія і Герцеговина | 1 – 2     | Шотландія            | Відбір до ЧЄ 2000 | -    |          |
| 5-10-1999  | Глазго     | Шотландія            | 1 – 0     | Боснія і Герцеговина | Відбір до ЧЄ 2000 | -    | 86'      |
| Усього     |            | Матчів               | 7         |                      | Голів             | 2    |          |